# 菲利西塔·门德斯
菲利西塔·门德斯（Felicitas Gómez Martínez de Mendez，1916年2月5日—1998年4月12日）是美国民权运动中的波多黎各活动家。 1946年，门德斯和她的丈夫贡萨洛发起了一场教育民权斗争，这场斗争改变了加利福尼亚，并为结束美国法律上的种族隔离树立了重要的法律先例。 